# Susana Santina
Susana Santina (* 1. Januar 1970 in Spanien) ist eine deutsche Journalistin und Moderatorin des ZDF.

## Leben
Susana Santina machte 1989 ihr Abitur am Immanuel-Kant-Gymnasium in Rüsselsheim. Danach folgte von 1989 bis 1996 das Magisterstudium der Publizistik, mit den Nebenfächern Politikwissenschaft und Jura in Mainz mit Studienaufenthalten in Dijon und in Barcelona.
Bereits parallel zum Studium war sie freie Redakteurin bzw. Reporterin für SWR, arte und RTL. Zwischen 1996 und 1998 machte Santina ein Volontariat bei der Deutschen Welle in Köln, Berlin und Brüssel. Danach wurde sie ab 1998 Redakteurin und Reporterin beim gesellschaftspolitischen Magazin schwarzrotbunt im ZDF.
Von 2002 bis 2003 war sie Moderatorin der Nachtausgaben von den heute-Nachrichten. Von 2004 bis 2010 moderierte sie auch gelegentlich die Früh- und Vormittagsausgaben der heute. Weiterhin war sie von 2004 bis 2010 beim ZDF-Wochenendmagazin TOP 7 tätig, welches ab Mai 2007 ZDFwochen-journal hieß.
Sie ist seitdem als Reporterin im ZDF-Landesstudio Hessen zuständig für Beiträge zu den ZDF-Nachrichten, heute-journal oder Boulevard-Magazinen wie drehscheibe oder hallo deutschland.